# Häppchenweise
Häppchenweise ist ein 2012 gedrehter „postpornografischer“ Experimentalfilm, bei dem die Kunsthistorikerin Maike Brochhaus Regie führte und der mittels Crowdfunding finanziert wurde. Ziel des Films war, ein Gegenmodell zu den herkömmlichen Pornofilmen zu schaffen, in dem nicht der Sexualakt, sondern die erotische Annäherung im Mittelpunkt steht. Die Teilnehmer am Projekt waren keine Pornodarsteller und wurden nicht entlohnt. Der Film wurde als offene Situation ohne Drehbuch und Regieanweisungen mit dem Postulat der Freiwilligkeit der Handlung jeden Teilnehmers geplant.

## Intention und Entstehungshintergrund
Die Regisseurin Maike Brochhaus sieht ihren Debütfilm Häppchenweise als postpornographisches Filmexperiment. Die Kunsthistorikerin, damals Lehrbeauftragte an der Universität zu Köln, will mit ihrem Film ein Gegenmodell zu dem gängigen Format von Pornofilmen setzen. Mit ihrem Werk versucht sie, die Künstlichkeit von Pornographie anzusprechen und den Unterschied zwischen der realen und der medial konstruierten Sexualität zu thematisieren. Der Slogan lautete: „Ein Abend, sechs Körper, wie weit würdest du gehen?“ Die Mitwirkenden sollten während des Drehs authentisch bleiben. Eine Grundaussage des Films ist: „Kopf und Körper lassen sich nicht voneinander trennen.“ Gezeigt werden soll eine Zärtlichkeit jenseits von YouPorn. Eine Identifikation mit den darstellenden Personen, deren echte Gefühle gezeigt werden sollen, ist erwünscht.
Der Film besitzt kein Drehbuch und lässt keine professionellen Schauspieler agieren. Der Filmverlauf war nicht vorgegeben. Es gab während des Drehs auch keine Regieanweisungen, um das Experiment nicht zu verfälschen. Die Handlung sollte sich situativ ohne Druck entwickeln können. Lediglich das Spiel „Flaschendrehen“ stellte ein geplantes Element dar. Als einzige Requisite des Films dienten Karten mit Fragen und Aktionen zum Thema Sex, die von harmlos bis scharf aus verschiedenen Stapeln gezogen werden konnten. Hier war es jedoch den Mitwirkenden überlassen, diese zu beantworten. Damit ging die Regisseurin bewusst das Risiko ein, dass während der Drehzeit gar nichts passiert.
Häppchenweise wurde mit einem Budget von 10.000 Euro, das im Internet eingeworben wurde, in einem besetzten Haus in Köln-Kalk gedreht. Er wurde 2013 in Berlin, München und an der Hochschule Rhein-Main in Rüsselsheim aufgeführt und wird über das Internet zum kostenpflichtigen Download angeboten. Die Regisseurin betont den nicht-kommerziellen Charakter des Projekts. Die Darsteller erhielten keine Gage.

## Darsteller, Kulisse und Handlung
Der Film wurde mit sechs Darstellern, drei Frauen und drei Männern, gedreht, die überwiegend über einen akademischen Hintergrund verfügen und zum Drehzeitpunkt im Alter von 21 bis 31 Jahren waren. Unter ihnen war auch der langjährige Freund der Regisseurin. Die Mitwirkenden wurden gecastet und durften keine professionellen Pornodarsteller sein, hatten aber vor Drehstart ausdrücklich ihre Bereitschaft zum Sex zu bekunden. Während des Experiments konnten sie jedoch spontan entscheiden, wie weit sie gehen wollten. Die einzelnen Darsteller sollten sich erst beim Dreh persönlich kennenlernen und trafen daher am Set zeitversetzt bei laufender Kamera ein. Gedreht wurde „live“, die Einstellungen wurden nicht wiederholt. Die Kameras waren für die Filmteilnehmer teilweise sichtbar und teilweise versteckt und sind auch im fertigen Film für den Zuschauer zu sehen. Das Szenenbild bildet bewusst als Anspielung auf den Porno Chic dieser Zeit ein Wohnzimmer im Stil der 1970er ab, dessen Wände mit Einwegspiegeln versehen waren. Den Handlungsstrang bildete ein lockeres Gespräch beim Essen und Trinken, bei dem sich die Darsteller näher kommen sollten und in dem auch die Künstlichkeit der Filmsituation und die damit verbundene subjektive Befindlichkeit angesprochen wird. 
Während des Beisammenseins hatte die Regisseurin das Spiel „Flaschendrehen“ vorbereitet, in dem die Teilnehmer Karten mit Fragen und Aktionen zum Thema Sexualität ziehen sollten. Während des Drehs wurde dieses Element jedoch erst ab der Mitte genutzt. Letztlich entblößten sich alle Beteiligten vor der Kamera, es fand aber kein Koitus statt. Der Filmdreh dauerte insgesamt fast elf Stunden, am Ende zeichnete sich eine klare Ausrichtung auf heterosexuelle Paarbildung ab.